# Braeden Tkachuk
Braeden Tkachuk, dit Brady Tkachuk, né le 16 septembre 1999 à Scottsdale dans l'Arizona, est un joueur canado-américain de hockey sur glace. Il évolue au poste d'ailier gauche avec les Sénateurs d'Ottawa dans la LNH.

## Biographie

### Carrière junior
Tkachuk connaît un bon départ à titre de recrue avec l'Université de Boston alors qu'il récolte 14 points en 19 matchs avant d'être sélectionné par l'équipe américaine pour le Championnat du monde junior 2018. En fin de saison, il est nommé sur l'équipe des recrues de la division H-East de la NCAA, lui qui termine au 5e rang des pointeurs de son équipe.
Il est repêché en première ronde, 4e au total au repêchage d'entrée dans la LNH 2018, par les Sénateurs d'Ottawa.

### Carrière professionnelle
Le 13 août 2018, il signe son contrat d'entrée avec Ottawa. Tkachuk fait ses débuts dans la LNH le 8 octobre 2018, contre les Bruins de Boston, dans une défaite de 6-3. Deux jours plus tard, le 10 octobre 2018, il marque ses deux premiers buts en carrière contre le gardien de but Calvin Pickard des Flyers de Philadelphie, dans une défaite de 7-4. Ainsi, il devient le plus rapide des Tkachuk a marqué son premier but, surpassant son père et son frère. Le 17 octobre, après avoir joué 4 parties dans la LNH, les Sénateurs ont annoncé que Tkachuk avait un ligament déchiré dans une jambe et qu'il manquerait 1 mois d'action. Il revient finalement le 8 novembre 2018, dans un match contre les Golden Knights de Vegas. Tkachuk termine sa saison recrue avec 22 buts et 23 aides et 75 minutes de punitions en 71 matchs.
Au début de la saison 2020-2021, l'équipe d'Ottawa nomme Brady comme assistant. Le 5 novembre 2021, les Sénateurs annoncent qu'il portera désormais le «C» et devient ainsi le 10e capitaine des Sénateurs.

### Parenté
Il est le fils de Keith Tkachuk, le frère cadet de Matthew Tkachuk, le cousin de Kevin Hayes.

## Statistiques

### En club
| Saison     | Équipe               | Ligue      |     | Saison régulière | Saison régulière | Saison régulière | Saison régulière | Saison régulière |   | Séries éliminatoires | Séries éliminatoires | Séries éliminatoires | Séries éliminatoires | Séries éliminatoires |
| Saison     | Équipe               | Ligue      | PJ  | B                | A                | Pts              | Pun              | PJ               | B | A                    | Pts                  | Pun                  |                      |                      |
| 2015-2016  | USNTDP               | USHL       | 32  | 4                | 4                | 8                | 36               | -                | - | -                    | -                    | -                    |                      |                      |
| 2016-2017  | USNTDP               | USHL       | 24  | 12               | 11               | 23               | 73               | -                | - | -                    | -                    | -                    |                      |                      |
| 2017-2018  | Université de Boston | NCAA       | 40  | 8                | 23               | 31               | 61               | -                | - | -                    | -                    | -                    |                      |                      |
| 2018-2019  | Sénateurs d'Ottawa   | LNH        | 71  | 22               | 23               | 45               | 75               | -                | - | -                    | -                    | -                    |                      |                      |
| 2019-2020  | Sénateurs d'Ottawa   | LNH        | 71  | 21               | 23               | 44               | 106              | -                | - | -                    | -                    | -                    |                      |                      |
| 2020-2021  | Sénateurs d'Ottawa   | LNH        | 56  | 17               | 19               | 36               | 69               | -                | - | -                    | -                    | -                    |                      |                      |
| 2021-2022  | Sénateurs d'Ottawa   | LNH        | 79  | 30               | 37               | 67               | 117              | -                | - | -                    | -                    | -                    |                      |                      |
| 2022-2023  | Sénateurs d'Ottawa   | LNH        | 82  | 35               | 48               | 83               | 126              | -                | - | -                    | -                    | -                    |                      |                      |
| 2023-2024  | Sénateurs d’Ottawa   | LNH        | 81  | 37               | 37               | 74               | 134              | -                | - | -                    | -                    | -                    |                      |                      |
| Totaux LNH | Totaux LNH           | Totaux LNH | 440 | 162              | 187              | 349              | 627              | -                | - | -                    | -                    | -                    |                      |                      |

### En équipe nationale
| Année | Équipe             | Compétition                      |   | PJ | B | A  | Pts | Pun                |  | Résultat |
| 2015  | États-Unis -17 ans | Défi mondial des moins de 17 ans | 5 | 2  | 3 | 5  | 4   | 5e place           |  |          |
| 2017  | États-Unis -18 ans | Championnat du monde -18 ans     | 7 | 1  | 6 | 7  | 12  | Médaille d'or      |  |          |
| 2018  | États-Unis junior  | Championnat du monde junior      | 7 | 3  | 6 | 9  | 2   | Médaille de bronze |  |          |
| 2024  | États-Unis         | Championnat du monde             | 8 | 7  | 6 | 13 | 4   | 5e place           |  |          |
| 2025  | États-Unis         | Confrontation des 4 nations      | 4 | 3  | 0 | 3  | 5   | Finalistes         |  |          |

## Trophées et honneurs personnels

### National Collegiate Athletic Association (NCAA)
- 2017-2018 : nommé dans la première équipe d'étoiles des recrues de la division H-East

### Ligue nationale de hockey (LNH)
- 2018-2019 : sélectionné dans l'équipe d'étoiles des recrues
- 2019-2020 : participe au 65e Match des étoiles (1)
- 2021-2022 : participe au 66e Match des étoiles (2)
- 2022-2023 : participe au 67e Match des étoiles (3)
- 2023-2024 : participe au 68e Match des étoiles (4)